# Epalpodes equatorialis
Epalpodes equatorialis là một loài ruồi trong họ Tachinidae.